# インターステラテクノロジズ
インターステラテクノロジズ株式会社（英: Interstellar Technologies Inc.）は、北海道広尾郡大樹町に本社をおく、液体燃料ロケット開発を行う日本の企業。
なつのロケット団と称して超小型衛星打ち上げ用の小型液体燃料ロケットを開発している。2019年5月4日、開発したMOMO3号機が日本の民間ロケットとしては初めて宇宙空間に到達した。
2023年現在、2024年度を目標に超小型衛星打ち上げ用のロケット「ZERO」を開発中である。

## 概要
既存の国主導による高価な大型ロケットに対抗し、枯れた技術を用いた小型のロケットで超小型衛星を安価に打ち上げるシステムの構築を目指す。宇宙機エンジニアである野田篤司の超小型衛星を打ち上げられる最小構成のロケットという構想を元に、当時ライブドア社長だった堀江貴文がスポンサーとなる形で2005年に開発がスタートした。その後、2006年から2008年にかけて推力30kgf級の液体燃料ロケットエンジンを開発、第1号エンジンであるこのエンジンはエタノールを燃料とし、液体酸素を酸化剤としており、当初は都内で、2007年からは千葉県鴨川市に新たな開発拠点を設けて試験が繰り返された。
2009年からはCAMUIロケットを開発する北海道赤平市の植松電機の協力を得て開発拠点を移転。第1号エンジンの本格的な燃焼試験を行い、推力90kgf級の第2号エンジンの開発に着手している。2010年からは90kgf級エンジンを搭載するロケットの機体設計と、これまでの経験を反映した推力500kgf級の第3号エンジンの開発を開始した。2011年3月には、北海道広尾郡大樹町で北海道宇宙科学技術創成センター (HASTIC) に委託し、液体燃料小型ロケット「はるいちばん」を、2011年7月23日には「なつまつり」をそれぞれ打ち上げている。2019年5月4日、1200kgf級エンジンを搭載し商業ロケットとして開発した「MOMO」で日本の民間ロケットとしては初めて宇宙空間に到達した。ただし、これはただ到達したに過ぎず、人工衛星を衛星軌道にのせるに至っていない。
2023年現在、超小型衛星打ち上げ用のロケット「ZERO」を開発中で、2024年度の打ち上げを目指している。また2023年1月にはZEROに続くロケットとして1段目再使用の大型ロケット「DECA」の開発計画に着手したことを発表している。
なお、なつのロケット団のスタッフとして漫画家のあさりよしとおやSF作家の笹本祐一、ジャーナリストの松浦晋也など宇宙作家クラブのメンバーが名を連ねている。

## 沿革
旧社名はSNS株式会社。SNSとは旧商号（指紋認証システムズ株式会社）の頭文字を並べたものである。
- 2003年（平成15年）5月19日 - 指紋認証システムズ株式会社設立。
- 2005年（平成17年）-「なつのロケット団」を結成
- 2006年（平成18年）- SNS株式会社（旧・指紋認証システムズ）の一事業として、ロケットエンジンの開発を開始。
- 2007年（平成19年）6月 - 千葉県鴨川市に開発拠点を設置。
- 2009年（平成21年）- 植松電機の協力を得て、拠点を北海道赤平市に移す。
- 2013年（平成25年）
  - 2月 - ロケット開発を専門的に行う子会社インターステラテクノロジズ株式会社を北海道大樹町に設立。
  - サイバーエージェントとの折半出資により、グループトークアプリ「755」を開発する会社・株式会社7gogoを設立[8]。
  - 11月11日 - 日本初の純民間商業ロケット「ポッキー」の打上に成功。
- 2016年（平成28年）3月1日 - 子会社のインターステラテクノロジズを吸収合併し、同時に商号をインターステラテクノロジズ株式会社に変更。
- 2019年（令和元年）5月4日 - MOMO3号機が日本の民間ロケットとしては初めて宇宙空間に到達した。
- 2020年（令和2年）
  - 12月21日 - 本社・新工場が竣工し、人工衛星開発子会社Our stars株式会社を設立。
  - 豊田中央研究所の加藤光久から協力を得て、トヨタ自動車エンジニアの出向による支援を受ける[9]。
- 2022年（令和4年）12月 - SBIホールディングス傘下のSBIインベストメントから出資を受ける[10]。

## 打ち上げ実績

### はるいちばん
SNS社が初めて打ち上げたロケット。100kgf級の液体燃料ロケットエンジンを搭載し、無誘導で高度500mに到達後、二段階に分離するパラシュートで回収する。
当初は2011年3月12日に飛翔実証実験が予定されていたが、前日に発生した東北地方太平洋沖地震による津波警報発令などの影響により延期となり、3月26日に改めて実施された。打ち上げ作業は北海道広尾郡大樹町で北海道宇宙科学技術創成センター（HASTIC）に委託し、CAMUIロケットと同時に行われた。打ち上げは成功し、機体は回収された。打ち上げ時の気象条件は西北西の風0～0.1 m/s、気温は0.1℃であった。

### なつまつり
「はるいちばん」に引き続き打ち上げられた100kgf級液体燃料ロケットエンジン搭載のロケット。海上回収技術の確認を目的に打ち上げられた。
打ち上げ作業は前回同様にHASTICに委託され、大樹町の海岸で行われた。同時にCAMUIロケットの打ち上げも行われている。ロケットは海側にランチャーを傾けて発射された。大樹漁協の協力により3隻の漁船を使用して機体の海上回収が行われ、機体主要部分の回収に成功した。打ち上げ時の気象条件は東向きの風3 m/s、気温は18.6℃であった。

### ゆきあかり
なつまつりに続き3機目として打ち上げた100kgf級液体燃料ロケットエンジン搭載のロケット。テレメトリの受信及びコマンドの送信試験を目的に打ち上げられた。

### いちご
ゆきあかりに続き4機目として打ち上げた200kgf級液体燃料ロケットエンジン搭載のロケット。新型エンジンの飛翔環境での実証、高高度への飛翔と回収実験、改良型回収機構の実証等を目的とした。
打ち上げは正常に行われたものの、風の影響により予定軌道を逸脱した。通信途絶前のGPS情報から落下位置を予測し捜索したが、発見に至らなかったため1時間後に回収を断念した。

### ひなまつり
いちごに続き5機目として計画された500kgf級液体燃料ロケットエンジン搭載のロケット。いちご同様に新型エンジンなどの実証を目的として計画された。
当初の打ち上げは2013年3月2日（予備日3月3日）として計画されたが、北日本を襲った大寒波による悪天候のため打ち上げが延期された。延期日は3月29日が設定された。
2013年3月29日7時36分に打ち上げコマンドを送ったが機体は離床せず、発射台上で焼損した。同時に計画されていたCAMUIの打ち上げはSNSと同様の構造のため、原因究明のため延期された。

#### ひなまつりの事故原因と対策
CAMUIおよびSNSロケットは燃焼室に点火後、バルブ操作で液体酸素（SNSの場合は加えて液体燃料）を流しこむことにより燃焼させるが、このバルブが動作しなかったために正常に推力が発生せず、発射台にとどまった。
当初不具合の原因は
- バルブ操作用アクチュエータの駆動源であるコンプレッサーの動作不良
- アクチュエータを駆動する圧力配管の不良
- アクチュエータの機械的不良
- バルブの凍結や破損による不良

が予想されていた。
しかし、打ち上げ90分前の動作確認時にアクチュエータ及びバルブが正常に動作することが確認され、消火後に回収されたアクチュエータおよびバルブが問題なく動作することも確認された。そのためアクチュエータ及びバルブの不良という可能性は排除された。消火後に動作確認をした際にバルブには霜が付着していたため、バルブが凍結していたが火炎で解凍されたという可能性も排除された。
後に射点付近の記録のために設置されていたカメラの解析により、アクチュエータ駆動用の圧縮空気がアクチュエータの動作限界圧力（0.66MPa）を下回っていることが確認された。この圧縮空気はコンプレッサーから供給され、コンプレッサーは可搬型の発電機を使って駆動されるが、鎮火後に確認した際に発電機が停止していたことが確認された。
発電機が停止した原因として、通常打ち上げの際には手順書を確認し動作確認や安全確認が行われているが、以前から手順書を確認する際に動作音の大きい発電機やコンプレッサーを停止するという操作が行われていた。この操作は手順書には書かれておらず、もちろん発電機やコンプレッサーを動作させる手順も記載されていなかった。そのため停止された発電機とコンプレッサーが再稼働されること無く放置され、駆動圧力を低下させるという結果に至った。
対策としていくつかの改善点が発表されているが、その一部を下記に記する
- アクチュエータ駆動用の圧縮空気をコンプレッサーから高圧ボンベに変更する
- 燃料充填終了後にもバルブの動作を確認する(タンクを加圧するための高圧ヘリウムを接続する前であれば可能)
- 圧力やバルブ位置を確認するための手段を追加する
- 離床しなかった場合に液体酸素を放出するためのバルブを追加する
- 離床しなかった場合に燃焼室内にパージガスを吹き込んで遠隔で鎮火できるようにする

なお点火約13分後に小規模な爆発的燃焼が確認されたが、怪我を含めた人的事故は発生しなかった。

### すずかぜ
SNS社の6機目として計画された500kgf級ロケット。打ち上げは2013年8月10日午前7時50分に行われた。全長4.3 m、重さ113 kg。機体は海上から回収され、実験は成功した。
実験項目
- 推力500kgf級新型エンジンの飛翔環境での実証
- 高高度への飛翔及び回収実験
- 飛行環境での機体姿勢制御予備実験
- 改良型回収機構の実証

実験内容は、回収に失敗したいちご、および打ち上げに失敗したひなまつりと同様である。到達高度は4 - 6km程度と予想された。

### ポッキーロケット
江崎グリコの「みんなで飛ばそう！Pocky Rocketキャンペーン」 の一環として打ち上げを受託、外装をチョコレート色にしてポッキーに見立てたロケットを打ち上げた。打ち上げはポッキー＆プリッツの日にちなみ、2013年11月11日11時11分11秒に行われ、到達高度は目標の1111mにほど近い1126mだった。1時間後の12時11分には、プリッツに見立てたCAMUIロケットも打ち上げられ、打ち上げ時刻、到達高度とも予定通りに成功した。打ち上げまでには、YouTubeでロケットの構造などを解説する動画が公開されたほか、打ち上げの模様もウェブサイトで中継され、6万人以上が視聴した。

### LEAP
姿勢制御システムの実証試験用の垂直離着陸ロケットで推力偏向制御装置を備え、これまで4回打ち上げられた。

### MOMO
同社初の商業ロケットで、全長10.1 m、直径50 cm、打ち上げ時の総重量約1220 kg(MOMO v1)の観測ロケット。名称は目標の高度100kmを漢数字にした「百」の読み方に由来する。
2019年5月4日、3号機が日本の民間ロケットとしては初めて宇宙空間に到達した。
その後、6号機より先に打ち上げに臨んだ7号機では、2020年の2度にわたる打ち上げ中断事故を経て、2021年までに大幅な設計変更を加えられた。これはMOMO v1と呼ばれ、以前の従来型はMOMO v0として区別されるようになった。

### 打ち上げ実績一覧
| No. | 名称                         | 打ち上げ日時（日本時間） | 全長   | 重量    | エンジン                    | 到達高度      | 結果       | 備考 |
| --- | ---------------------------- | ------------------------ | ------ | ------- | --------------------------- | ------------- | ---------- | --- |
| 1   | はるいちばん                 | 2011年3月26日7時30分     | 3489mm | 24 kg   | 100kgf級衝突型エンジン      | 約461m        | 成功       | 当初は12日に打ち上げ予定だったが、東日本大震災の影響で延期。 機体はCAMUIロケットを転用している。            |
| 2   | なつまつり                   | 2011年7月23日11時0分     | 3900mm | 20 kg   | 100kgf級衝突型エンジン      | 約1500m       | 成功       | |
| 3   | ゆきあかり                   | 2011年12月17日12時0分    | 3800mm | 30 kg   | 100kgf級衝突型エンジン      | 約1000m       | 成功       | |
| 4   | いちご                       | 2012年7月28日11時56分    | 4100mm | 69 kg   | 200kgf級ピントル型エンジン  | 約1270m       | 部分的成功 | エンジンの大型化により、機体もオリジナル設計に移行した。 打ち上げは成功したものの、海上での機体回収に失敗。 |
| 5   | ひなまつり                   | 2013年3月29日7時36分     | 4038mm | 107 kg  | 500kgf級ピントル型エンジン  | ―             | 失敗       | 機体が離床せず、ランチャー上で炎上爆発。燃料タンクより下側の機体を焼損した。                                |
| 6   | すずかぜ                     | 2013年8月10日7時50分     | 4322mm | 113 kg  | 500kgf級ピントル型エンジン  | 約6535m       | 成功       | 機体上部は「ひなまつり」から流用している。                                                                  |
| 7   | ポッキーロケット             | 2013年11月11日11時11分   | 3300mm | 23 kg   | 100kgf級衝突型エンジン      | 1126m         | 成功       | 「みんなで飛ばそう！Pocky Rocketキャンペーン」による打ち上げ。 初の商業打ち上げ。                           |
| 8   | MOMO初号機                   | 2017年7月30日16時31分    | 9900mm | 1150 kg | 1200kgf級ピントル型エンジン | 約20km (推定) | 部分的成功 | 打ち上げから約66秒後にテレメトリーが途絶。                                                                  |
| 9   | MOMO2号機                    | 2018年6月30日5時30分     | 9900mm | 1150 kg | 1200kgf級ピントル型エンジン | 約20m         | 失敗       | 打ち上げから約4秒後に推力を失い落下。                                                                       |
| 10  | 宇宙品質にシフト MOMO3号機   | 2019年5月4日5時45分      | 9900mm | 1100 kg | 1200kgf級ピントル型エンジン | 約113 km。    | 成功       | 日本の民間ロケットとしては初めて宇宙空間に到達した。                                                        |
| 11  | ペイターズドリーム MOMO4号機 | 2019年7月27日16時20分    | 9.9 m  | 1150 kg | 1200kgf級ピントル型エンジン | 約13.3 km     | 失敗       | 打ち上げ64秒後に異常発生。                                                                                  |
| 12  | えんとつ町のプペル MOMO5号機 | 2020年6月14日5時15分     | 9.9 m  | 1150 kg | 1200kgf級ピントル型エンジン | 約11.5 km     | 失敗       | 打ち上げ36秒後に異常発生。70秒後にエンジン停止指令。                                                        |
| 13  | ねじのロケット MOMO7号機     | 2021年7月3日17時45分     | 10.1 m | 1220 kg | 1400kgf級ピントル型エンジン | 約100 km      | 成功       | 2度目の宇宙空間到達に成功した。                                                                             |
| 14  | TENGAロケット MOMO6号機      | 2021年7月31日17時00分    | 10.1 m | 1220 kg | 1400kgf級ピントル型エンジン | 約92 km       | 成功       | 宇宙空間に到達し、ペイロードの射出と回収に成功した。                                                        |

## 経済産業省からの受託事業
経済産業省製造産業局航空機武器宇宙産業課宇宙産業室から「宇宙産業技術情報基盤整備研究開発事業」を受託している。年度別契約金額は次の通りである。
- 2015年度 1800万円
- 2016年度 1800万円
- 2017年度 1800万円
- 2018年度 2997万6千円
- 2019年度 5247万6千円
- 2020年度 5300万円

（2015年度からの累計 1億8945万2千円）

## 関連書籍
- あさりよしとお『宇宙へ行きたくて液体燃料ロケットをDIYしてみた』（学研科学選書）2013/8/28 ISBN 9784059134145
- あさりよしとお『進め！なつのロケット団』1（白泉社）2016/6/5 ISBN 9784592711001

### SNS
- なつのロケット団公式 (@natsuroke) - X（旧Twitter）（インターステラテクノロジズ株式会社の公式Twitterも兼ねている）
- インターステラテクノロジズ (istellartech) - Facebook
- インターステラテクノロジズ - YouTubeチャンネル